# 耶塔

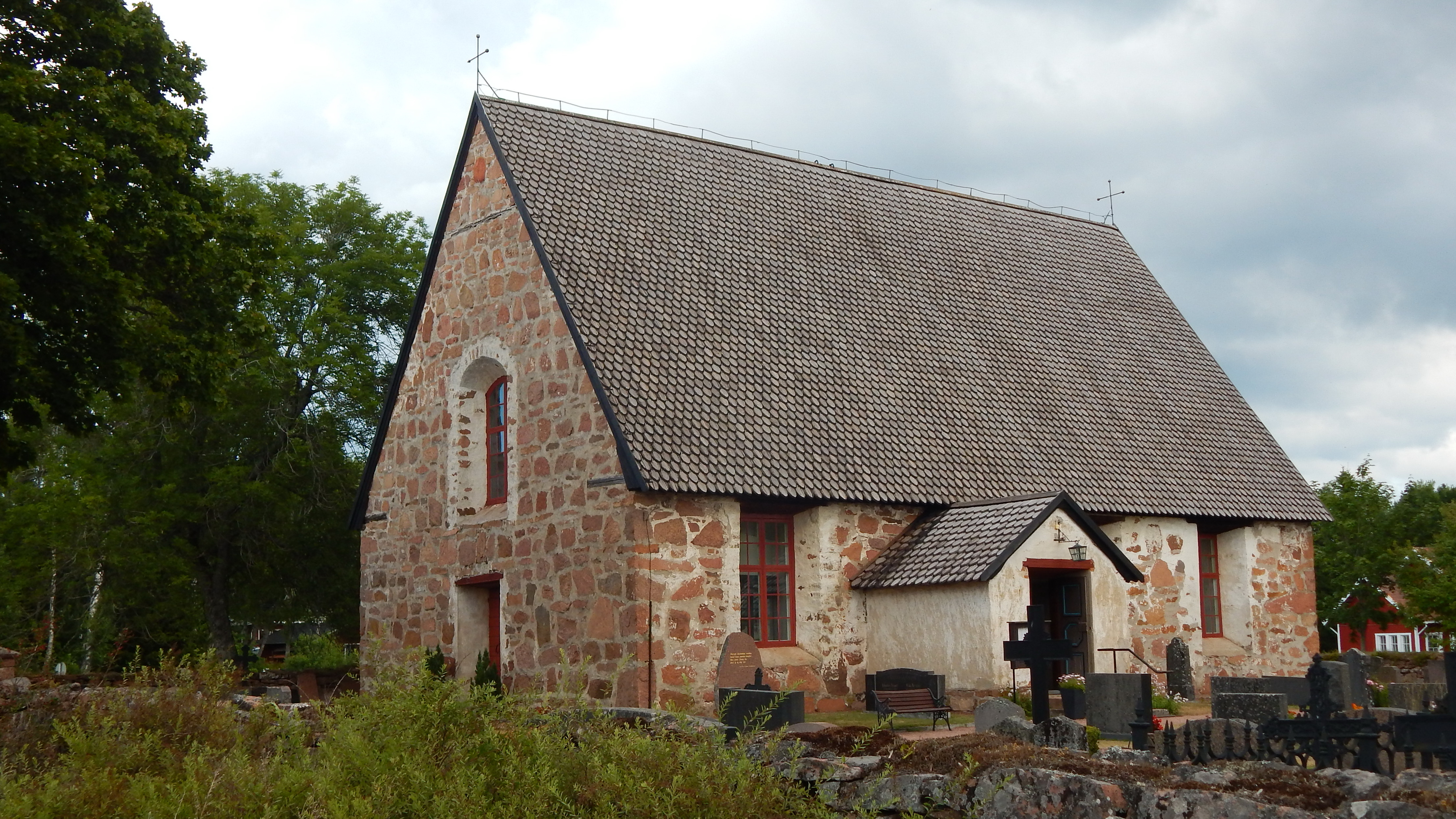
耶塔教堂

耶塔（瑞典語：Geta）是芬蘭的市鎮，由奧蘭群島負責管轄，距離瑪麗港約40公里，面積606.48平方公里，最高點海拔高度107米，2013年人口493，人口密度為每平方公里5.85人。

## 外部連結
- 耶塔市镇官方网站 （页面存档备份，存于） （瑞典文）